# Justicia pseudotenella
Justicia pseudotenella är en akantusväxtart som beskrevs av Champl.. Justicia pseudotenella ingår i släktet Justicia och familjen akantusväxter. Inga underarter finns listade i Catalogue of Life.